# Szombathelyi Képtár
A Szombathelyi Képtár Szombathelyen főként kortárs képzőművészek időszaki és állandó kiállításainak helyszínéül alapított kulturális intézmény.

## Hivatása, működése
A Szombathelyi Képtár 1985-ben nyílt meg annak az alapítványnak a  kezdeményezésére, amelynek utóda a mai napig támogatja az itt folyó munkát; rendezvényeket, a könyvtárat, egyes kiállításokat támogatva. A képtár 1995-ig a megyei múzeumi szervezethez tartozott, akkor vált önállóvá. Országos gyűjtőkörű bemutatóhely, évi 15-20 időszaki kiállítással, amelyeken művészek, művészcsoportok mutatkoznak be, tematikus kiállítások keretében is. Hazai és külföldi művészek mellett, nem ritkák az internacionális kiállítások, amelyek az itteni bemutatók után gyakran külföldön turnéznak, pl. Ausztriában, Csehországban, Szlovákiában, Lengyelországban, Németországban. Gyakran közvetít külföldi kiállításra kortárs magyar művészeket. Az épület 0,2 hektáros alapterületén három, egyenként kb. 500 négyzetméteres, nagyobb kiállítótér mellett kisebb stúdiógalériák, festményrestaurátor műhely, 10 000 kötetes szakkönyvtár és adattár is helyet kapnak. Konferencia- és vetítőterme, gyermekfoglalkoztatója kedvező feltételeket teremt nemzetközi fogadásokra, találkozókra. Törzsgyűjteményében 17–19. századi darabokat is őriz, az intézmény jellegét meghatározó alkotások többsége a 20. századi magyar művészekhez kötődik. Képviselteti magát a korai magyar avantgárd (Kassák Lajos és köre) illetve a politikai elnyomás ellenére kibontakozó pop, minimál- és koncept art, Az e munkák alkotóinak jelentős része külföldre távozott, de a mai napig szoros kapcsolatot tart az anyaországgal. Például a nemzetközi konceptművész Tót Endre, a szintén Németországban élő Lakner László, és a hosszú ideig Franciaországban tevékenykedett Konkoly Gyula. Az 1980-as évek új festészeti hulláma után, elsősorban a mai fiataloknak kíván bemutatkozási lehetőséget adni. Műfaj tekintetében is széles a szortiment; a hagyományos festészettől a multimédiás alkotásokig terjed. Részét képezi a kortárs textilgyűjtemény 2500 darabos anyaga, amely főként a már 1970 óta a városhoz kötődő textilbiennálék folytán került ide. A nemzetközi merítésű miniatűr textilgyűjteményt a kiállítók ajánlották fel a képtár tulajdonába.

## Állandó kiállítások
- Képzőművészeti gyűjteménye 6000 tételt tartalmaz, főként magyar avantgárd műveket.
- Textilgyűjteménye 2500 darabos, a magyar fal- és tértextil, valamint a magyar és nemzetközi miniatűrtextil alkotásaival.

Az állandó kiállítások anyaga ciklikusan cserélődik a raktáron lévővel, mivel egyszerre képtelenség mindent bemutatni, hiszen a képtár nagy alapterülete ellenére is – 200-250 darabon nem terjedhet túl.
Folyamatosan rendeznek időszaki kiállításokat, aminek egyik oka ezen kiállítások nézettsége – ellentétben az állandóakkal –, ami 2-3 év után erősen lecsökkent. Így tudja a képtár a közönség folyamatos figyelmét fenntartani gyűjteménye iránt.

## Témacsoportok

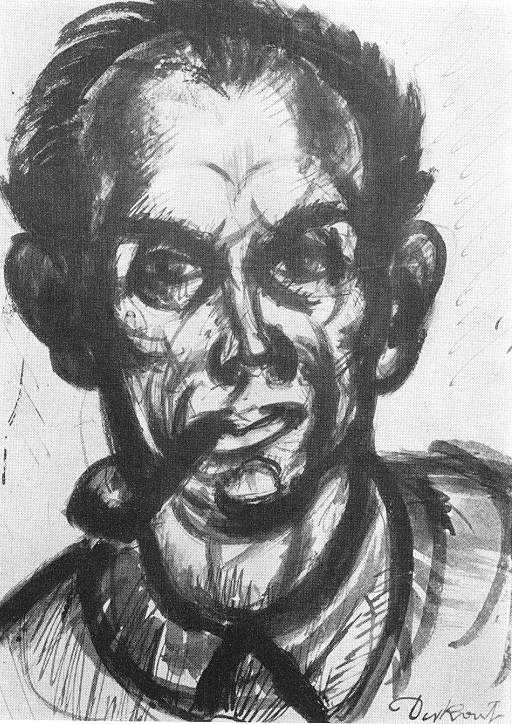
Derkovits Gyula: Önarckép pipával, 1926

### 1950–1976
A második világháború után kastélyokból elrabolt és megmentett művek, szocialista realizmus alkotásai, valamint helyi művészet gyűjtése, a Derkovits-, és a Dési-gyűjtemény alapjai. A magyar progresszív művészet darabjai. Szentendrei kortárs avantgárd festők művei a 8. évtized végéről. Szívesen, kötelezően, vagy udvariasságból elfogadott ajándék alkotások.

### 1977–1984
Töretlen fejlődés a gyűjtésben, minőségi anyagok megszerzése.

### 1985 után
Az anyagi források csökkenése csak egy-két minőségi alkotás megvételét tette lehetővé, de mindent bemutatnak, amit értékesnek találnak, még akkor is, ha művészettörténeti összefüggéseket nem tudnak köréje felépíteni.
A gyűjtemény legintenzívebben a képtár megnyitása előtt, 1976-tól gyarapodott, amikor létrejött a Szombathelyi Képtárépítő Egyesület dr. Gonda György vezetésével.
Így a szocialista művészek: Derkovits Gyula, Dési Huber István, Fenyő A. Endre, Háy Károly László, Sugár Andor, Bokros Birman Dezső, Farkas Aladár, Goldmann György,Mészáros László munkái mellett gyűjteni kezdték a kortárs európai művészethez, elsősorban a szürrealizmushoz jobban kötődő Szentendrei és Európai Iskola képviselőinek, úgymint Ámos Imre, Anna Margit, Vajda Lajos, Bán Béla, Gyarmathy Tihamér, Bálint Endre, Forgách Hann Erzsébet a műveit. Ez a koncepció a baloldali művészet előzményeként értékelte az aktivista művészetet, így Nemes-Lampérth József, Uitz Béla, Bernáth Aurél életművét.

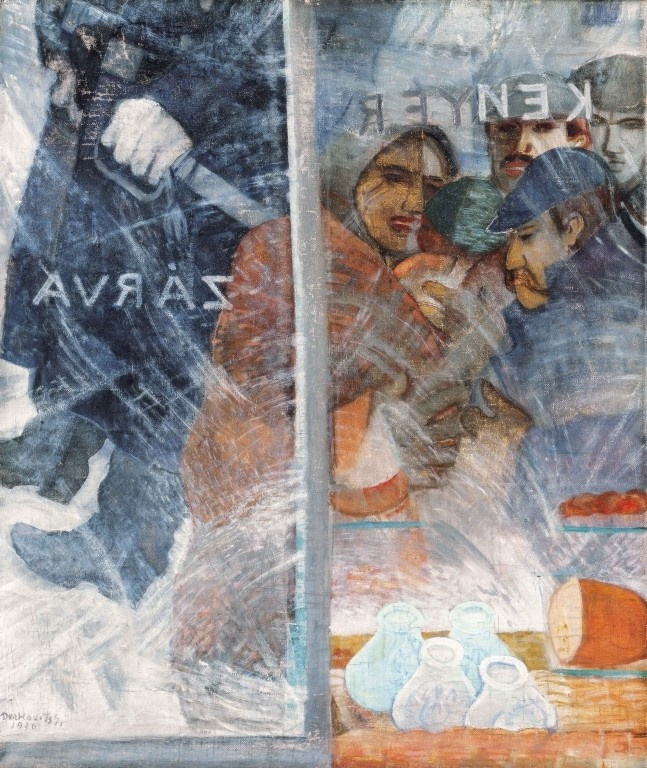
Derkovits: Péküzlet előtt, 1930

Az ún. „Milliós vásárlások” – amelyekben zsűri döntött az alkotások elosztásáról – révén fontos kortárs művek kerültek a gyűjteménybe, többek között Keserü Ilona, Lakner László, Gyémánt László, El Kazovszkij munkái. Mivel az intézmény ekkor még rendelkezett vásárlási kerettel, lehetősége volt egyes minőségi alkotásokat a tömeges állami akcióktól függetlenül megszerezni.
Ekkor kerültek a gyűjteménybe a koncepcióhoz szorosan nem tartozó alkotások is, amelyek most a kiállítást gazdagítják, színesítik: Szurcsik János, Szabó Zoltán, Hézső Ferenc, Kass János, Kurucz D. István munkái.
A Vas megyei Tanács a helyi művészet gyűjtésére koncentrált, így Bartha László, Geszler Mária, Simon Iván munkái is gyarapíthatják az anyagot.
Jelentős hányadát képezik a szekciónak Dési Huber István festményei és főként grafikái (kb. 500 db) és a Bartha-életmű darabjai (mintegy 100 db).